# Web Summit
A Web Summit (originalmente Dublin Web Summit) é a maior conferência de tecnologia da Europa, realizada anualmente desde 2009. A empresa foi fundada por Paddy Cosgrave, David Kelly e Daire Hickey. O tema da conferência é centrado na tecnologia da internet e os participantes vão desde empresas da Fortune 500 até as pequenas empresas de tecnologia. Este contém uma mistura de CEOs e fundadores de startups tecnológicas em conjunto com uma série de pessoas da indústria de tecnologia global.
A Web Summit realiza eventos a nível mundial, incluindo Founders, RISE em Hong Kong, Collision em Nova Orleães, SURGE em Bangalore e MoneyConf em Dublin.
Nos primeiros cinco anos o evento foi realizado em Dublin, Irlanda. Em setembro de 2015 Paddy Cosgrave, cofundador e CEO da Web Summit, anunciou que o evento seria realizado pela primeira vez em Lisboa em 2016.
Após duas edições realizadas em Lisboa, a Web Summit e o Governo Português anunciaram, em outubro de 2018, uma parceria a 10 anos que permite manter a conferência na capital portuguesa até 2028.
Em 2023, a Web Summit foi realizada no Rio de Janeiro como parte de uma expansão global do evento. A edição brasileira foi a primeira na América Latina, e a cidade foi escolhida por representar o rápido crescimento do ecossistema tecnológico e de startups no Brasil. Em 2024, a segunda edição no Rio recebeu mais de 34 mil pessoas e já estão confirmados novos eventos até 2028.
Embora a conferência principal continue a acontecer anualmente em Lisboa, o Web Summit agora faz parte de um calendário global de eventos que inclui edições em outras cidades, como Doha e Vancouver. Essa expansão visa promover hubs de tecnologia em diferentes partes do mundo, aproveitando as particularidades regionais para fomentar o crescimento tecnológico e a colaboração internacional.

## Oradores

### Web Summit
| - Stephen Hawking - Margaret Atwood - Al Gore - Sean Rad - Joseph Gordon-Levitt - Mike Schroepfer - Carlos Ghosn - Roberto Azevêdo - François Hollande - Brad Smith - Daniel Grieder - Eva Longoria - Drew Houston - Ryan Reynolds - Tony Hawk - Eva Longoria | - Ronaldinho - Mogens Lykketoft - António Costa - Al Gore - Luis Figo - Serena Williams - Bono - Michael Dell - Sam Altman - Ursula von der Leyen - José Durão Barroso - Ben van Beurden - Nico Rosberg - Bill Ford - Liam Cunningham - Jack Dorsey | - Young Sohn - Marques Brownlee - Reed Hastings - Helly Luv - Tony Blair - Antonio Guterres - Garry Kasparov - Alexander Nix - Brian Krzanich - Steve Huffman - Greg Peters - Margrethe Vestager - Elon Musk - Wladimir Klitschko - Tony Blair - Edward Snowden - Cristina Ferreira |

### Web Summit Rio
| - Ayo Tometi - Amrapali Gan - Catherine Powell - David Vélez - Howard Wright - Luiza Trajano - KondZilla | - Cássia Kozyrkov - Maju Coutinho - Eduardo Paes - Daniel Moczydlower - Deco - Tarciana Medeiros - Milton Maluhy Filho | - Emma Goldberg - Bernardo Ivo Cruz - Fábio Coelho - Tyler Li - Bruno Gagliasso - Luciano Huck - Bianca Andrade - Cristina Ferreira |

## Expositores
| - Altice - KPMG - PWC - Microsoft - SAP - American Express - Oracle - Sberbank - EDP - Facebook - Nasdaq | - BMW - Dell - CGT - TAP Portugal - Siemens - Salesforce - Farfetch - La Liga - J.P. Morgan - Novo Nordisk - NOS | - BNP Paribas - Mercedes - TikTok - Huwaei - HSBC - Twitter - Cisco - IBM - Amazon - Qatar Airways - Comissão Europeia |

## Edições

### 2009 e 2011: 1.ª, 2.ª e 3.ª edições

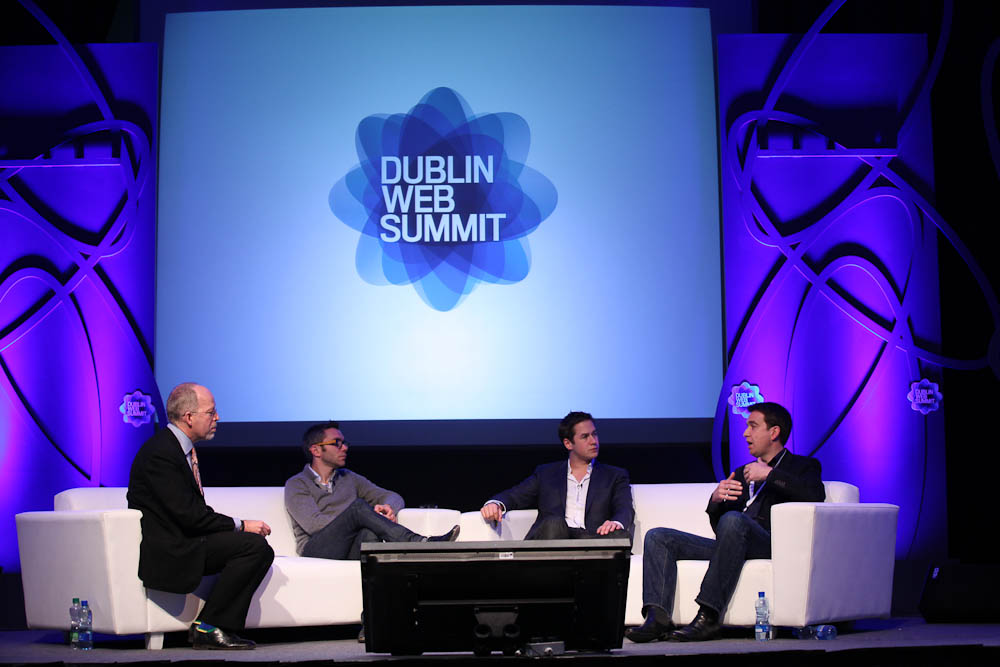
Web Summit de 2011, realizada em Dublin

O primeiro Web Summit foi uma mistura de blogueiros, jornalistas e tecnólogos num hotel nos arredores de Dublin. A partir de um humilde começo num auditório com apenas 200 participantes no final de 2009, o Dublin Web Summit cresceu e cresceu. Em 2010, o evento emblemático de outubro atraiu mais de 1 500 participantes em dois dias e mais de 150 oradores, incluindo os fundadores do Skype, LinkedIn, o blogueiro político Iain Dale, Ben Hammersley do The Guardian e Ian Douglas do Daily Telegraph, além de inspiradoras empresas irlandesas e fabricantes de mudanças digitais no Chartered Accountants House, em Dublin. Em 2011, o evento triplicou de tamanho e mudou-se para a Royal Dublin Society. Nos oradores estavam incluídos Chad Hurley, Jack Dorsey e Matt Mullenweg.

### 2012: 4.ª edição

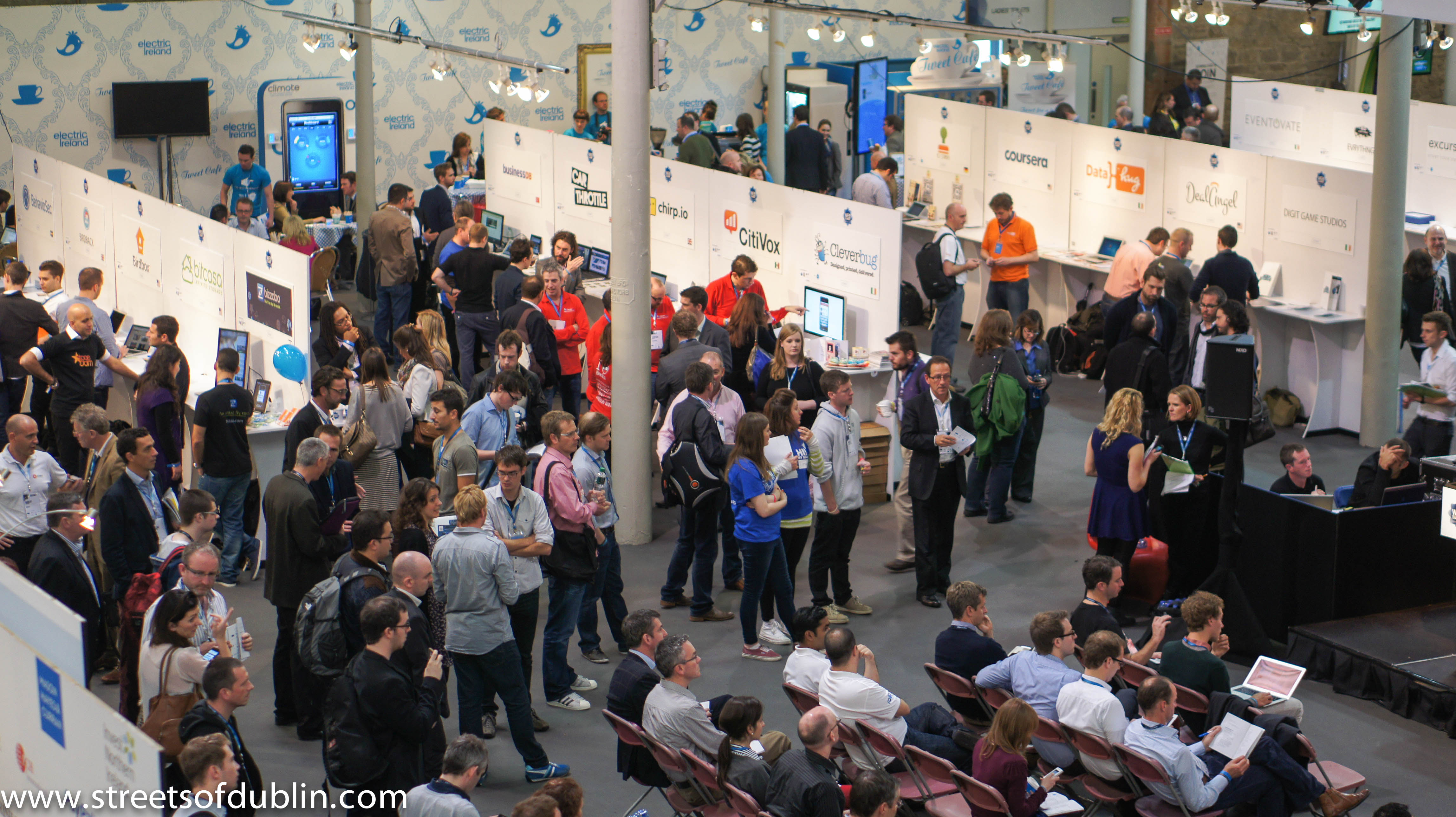
Web Summit de 2012

Em 2012, 4 200 pessoas compareceram na Web Summit, cerca de 40% destas provem de empresas sediadas na Irlanda (que fornece uma sede europeia para várias empresas de tecnologia de ponta) e 60% são provenientes de outras empresas da Europa. Nos oradores estavam incluídos Tim Armstrong, Wael Ghonim, e Arkady Volozh.
Várias empresas de todo o mundo também lançaram os seus novos produtos ou fizeram publicidade como parte do evento.

#### London Web Summit
A inauguração da London Web Summit, realizada na The Brewery, no coração da cena tecnológica de Londres, atraiu mais de mil participantes e 60 oradores, incluindo o fundador do Skype, Niklas Zennstrom, e Nikesh Arora, diretor de negócios da Google. As startups irlandesas estiveram bem representadas no evento com vários lançamentos para um fundo premiado de 100 mil libras.

### 2013: 5.ª edição

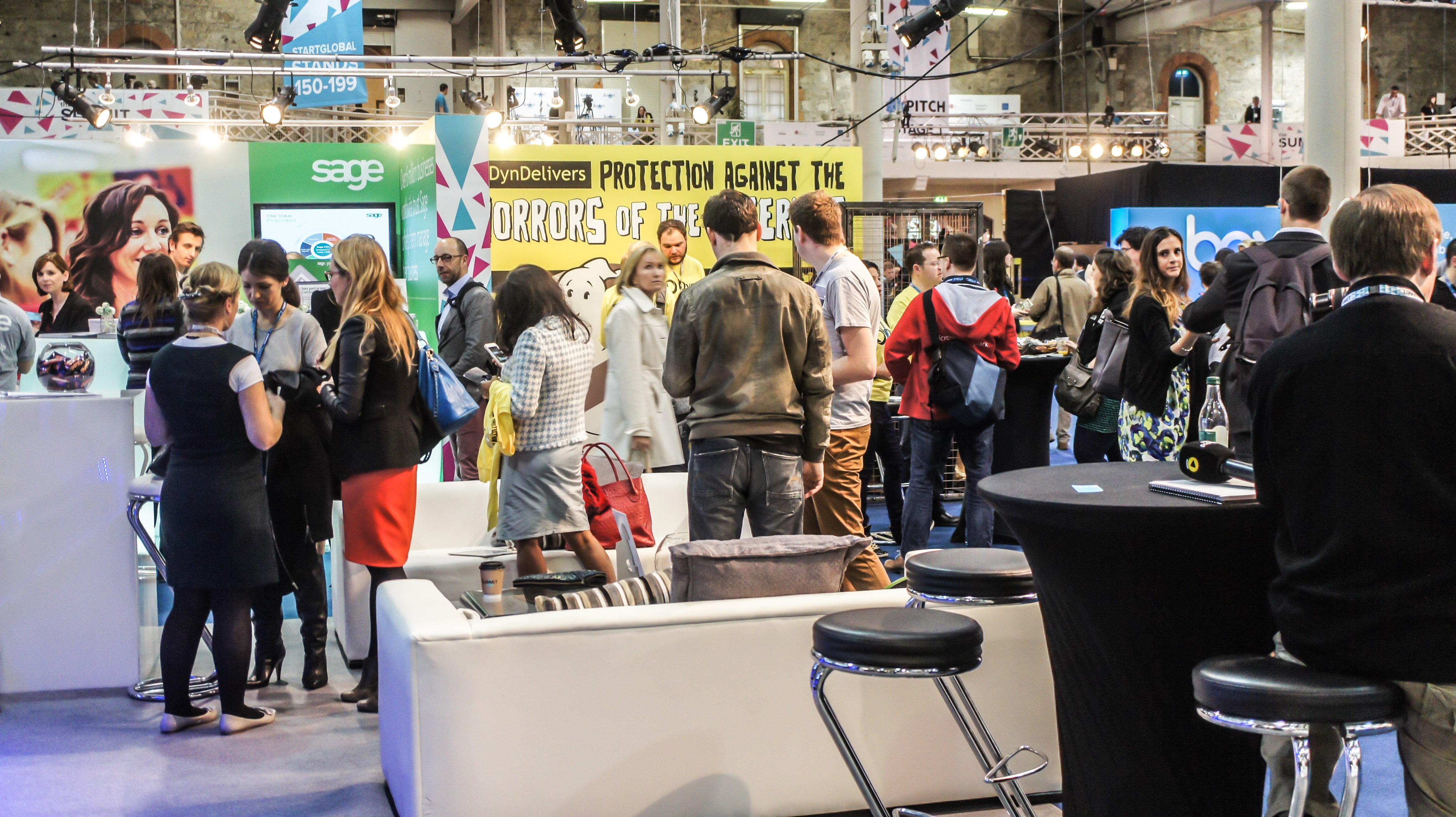
Web Summit de 2013

Em 2013, mais de 10 mil pessoas participaram da Web Summit, uma grande maioria veio da Irlanda. Nos oradores estavam incluídos Elon Musk, Shane Smith, Tony Hawk, Drew Houston e Niklas Zennström.
O evento expandiu-se com o lançamento de uma série de side-eventos, incluindo a Night Summit, uma série de eventos durante a madrugada com músicos de todo o mundo, e a Food Summit, uma vitrina de dois dias com comida Irlandesa.
O primeiro ministro irlandês, Enda Kenny, também abriu o mercado da NASDAQ da Web Summit, a primeira vez que foi aberto fora de Nova Iorque desde o IPO do Facebook. O evento foi coberto substancialmente nos medias internacionais como a Bloomberg Television, CNN, Wall Street Journal e Wired.

### 2014: 6.ª edição

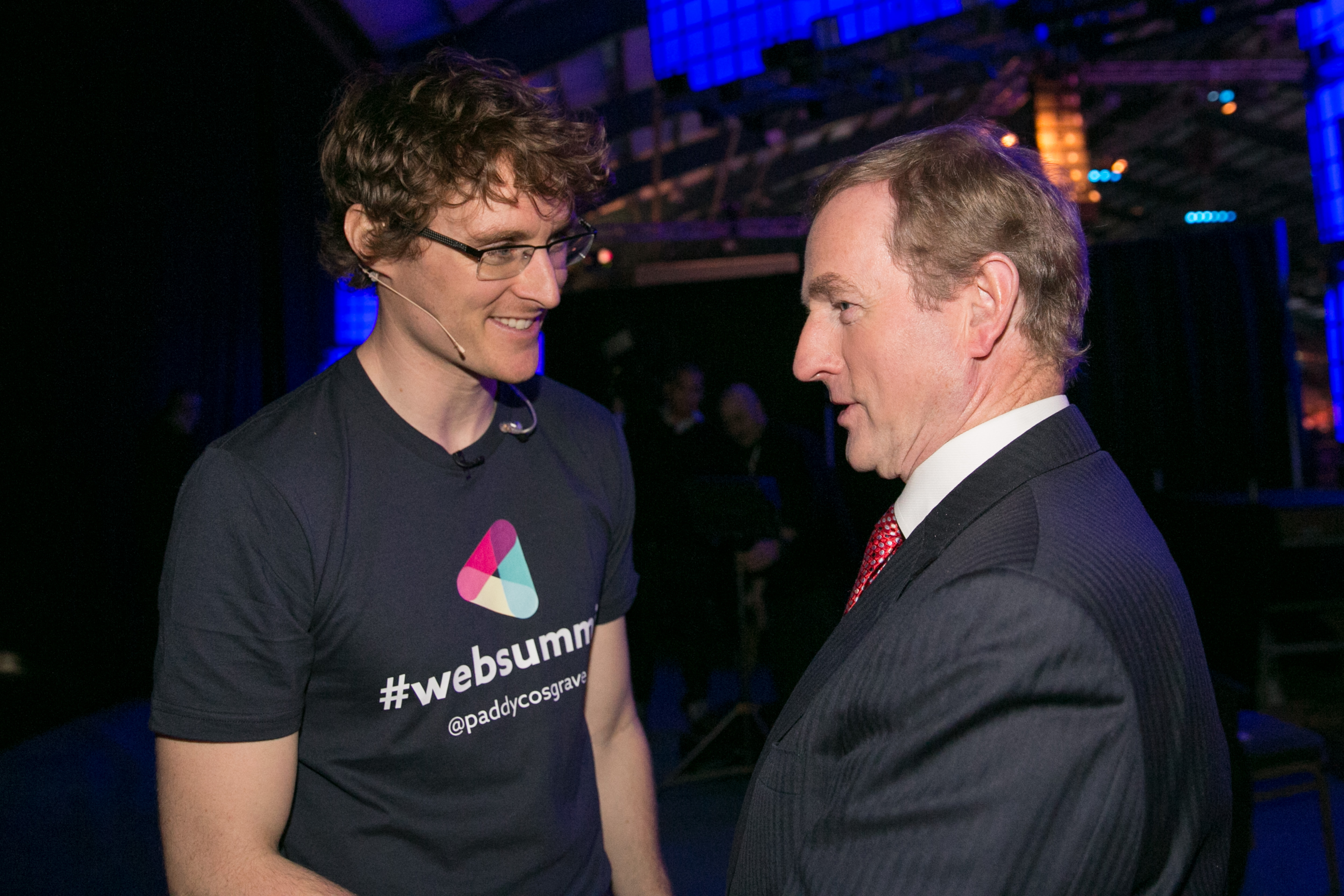
Paddy Cosgrave e Taoiseach Enda Kenny na Web Summit de 2014

A Web Summit 2014 foi realizada durante três dias e consistiu as habituais nove etapas, ou Summits, como são conhecidas: centro, máquinas, empresas, marketing, construtores, sociedade, esporte, cinema e música. Eva Longoria, Peter Thiel e Bono estavam entre os oradores que falaram no evento ao longo desses três dias, com a participação de 22 mil pessoas de 109 países.
No 1° dia houve problemas com a rede Wi-Fi e o fundador da Web Summit Paddy Cosgrave, foi ao palco por duas vezes para pedir desculpas pelos problemas de conectividade. O RDS defendeu a sua configuração técnica com o CEO Michael Duffy dizendo: "O WiFi respondeu com sucesso às exigências excepcionais colocadas sobre ele.Esta é uma densidade WiFi sem precedentes em comparação com eventos tecnológicos europeus similares. Os participantes foram principalmente depreciativos nas suas observações, com alguns ridicularizando-o nas redes sociais como "a coisa mais irlandesa de sempre".
Os emissoras internacionais, incluindo CNBC, CNN, Fox Business News, Bloomberg, Bloomberg e Sky News. As emissoras Al Jazeera e BBC cobriram o evento.
Após o anúncio da decisão de transferir a Web Summit Web 2016 para Lisboa, vários correspondentes da tecnologia irlandeses citaram o desastre da WiFi como um dos principais fatores de pressão por trás da mudança.

### 2015: 7.ª edição

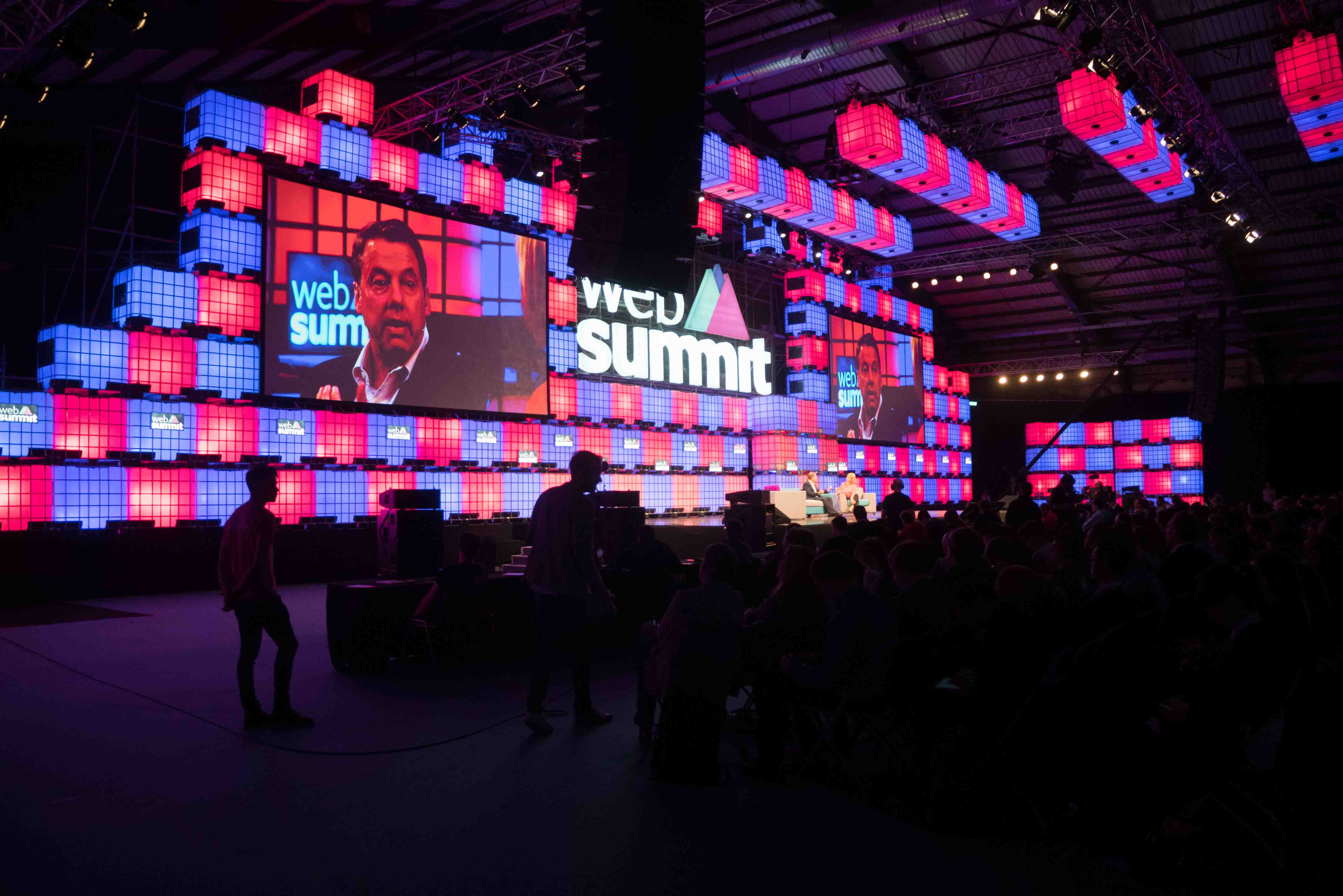
Web Summit de 2015, realizada em Dublin

Em 2015, a Web Summit foi realizada ao longo de três dias de 3 de novembro até 5 de novembro, no RDS, em Dublin. Mais de 42.000 pessoas participaram no evento durante os três dias. Alguns dos oradores foram, Ed Catmull da Pixar, Michael Dell, Bill Ford e Chris Froome.
Em setembro de 2015, a Web Summit anunciou a mudança de local do evento de Dublin para Lisboa. Após o anúncio, os organizadores divulgaram a correspondência de e-mail entre o Governo Irlandês e o CEO da Web Summit, Paddy Cosgrave, sobre a capacidade hoteleira, de transportes e outros problemas de infraestruturas em Dublin. Isto levou a um debate na imprensa irlandesa sobre o apoio que o Governo tinha prestado ao evento desde o seu início e que promessas futuras poderiam fazer. Também surgiram problemas como o Wi-Fi, mas em menor escala do que em 2014.

### 2016: 8.ª edição
Em setembro de 2015, o co-fundador e CEO da Web Summit Paddy Cosgrave anunciava que o evento realizar-se-ia em Lisboa durante três edições consecutivas, de 2016 a 2018. Congrave diz que esta decisão foi tomada porque "Lisboa é uma cidade cosmopolita e tem melhores condições de infraestruturas e um maior número de hotéis".
O evento foi realizado ao longo de três dias de 7 de novembro até 10 de novembro, na Altice Arena e na FIL, em Lisboa. Cerca de 53.056 pessoas de mais de 166 países participaram no evento durante os três dias. Dos 53 mil participantes a que se juntaram mais de 19 mil jovens com bilhetes a custo reduzido e sendo 42% deles, mulheres o que Paddy Cosgrave diz ser um "grande orgulho". Participaram mais de 600 oradores, em 21 palcos e mais de 1 500 startups. Os três vencedores dos PITCH estiveram no palco central a apresentar as suas ideias, mais ou menos sustentadas, e o vencedor foi a Kubo robot, que veio da Dinamarca. Desde CTOs do Facebook e da Amazon até o fundador da Tinder, Sean Rad, passando por grandes jogadores do futebol mundial, como Luís Figo e Ronaldinho, o painel de oradores foi variado.

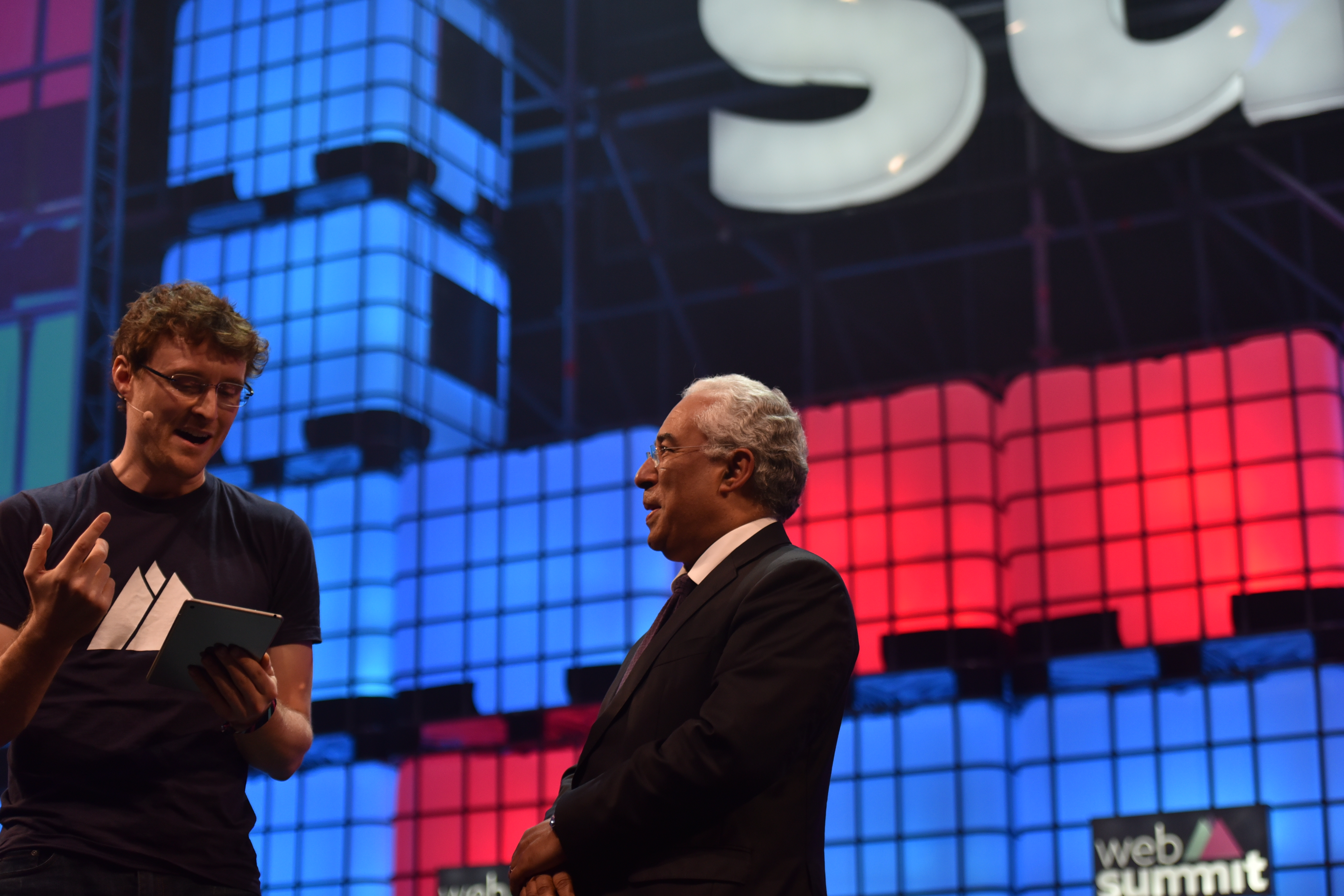
Paddy Cosgrave, fundador da Web Summit (à esquerda) e António Costa, primeiro-ministro do XXI Governo Constitucional de Portugal (à direita) na cerimônia de abertura do evento em 7 de novembro de 2016

Foram mais de 1 milhão de sessões Wi-Fi e 1835 milhões de mensagens enviadas na aplicação que servia de guia de orientação aos participantes. 34 700 lugares sentados estiveram disponíveis nos vários eventos, e 1 490 startups de todo o mundo estiveram em exposição, sendo 135 no programa Start, 270 na fase Beta e 1 080 na fase Alfa. Mais de 1 300 investidores mundiais de tecnologia dos principais fundos estiveram presentes na cimeira. Dois mil jornalistas de todo o mundo vieram contar as histórias que saíam diariamente da Web Summit. 650 sessões do “Mentor Hour” ocorreram durante os quatro dias, onde empresários e investidores ofereceram conselhos às startups. Estiveram presentes 677 oradores para partilharem as suas experiências. O ator Joseph Gordon-Levitt, protagonista do filme Snowden, foi um deles.

#### Comunicação social
No estudo realizado pela Marktest, que recolheu informação sobre a Web Summit desde o início de 2016, foram contabilizadas cerca 8000 notícias relacionadas com a cimeira e, entre 5 e 13 de novembro, registaram-se 4804 notícias, 3184 publicadas na internet, 776 em televisão, 400 em imprensa escrita e 444 em rádio.
No período do evento, o retorno financeiro gerado pelos meios de comunicação social rondou os 27 milhões de euros e 4346,6% GRP’s de audiência. O maior pico de notícias acontece no dia 8 de novembro, tendo sido publicadas 1236 notícias, seguindo-se o dia 7 de novembro, dia de arranque da conferência, com 987, e depois o dia 10 e 9, com 885 e 713 notícias publicadas sobre a Web Summit, respectivamente.
Os meios em destaque são, por ordem de maior volume de notícias publicadas: Correio da Manhã, TSF, The Portugal News, RTP e SIC Notícias.
A SIC Notícias, patrocinadora do evento, foi o canal televisivo que dedicou mais tempo de antena à Web Summit, tendo estado no ar durante cerca de 17 horas. O canal originou o maior retorno financeiro no conjunto dos suportes e meios de comunicação que cobriram o evento, cerca de 2 milhões de euros. Na segunda posição em televisão surge a RTP3, seguindo-se a TVI 24.
A Rádio Renascença e a TSF foram as rádios nacionais que maior cobertura deram à Web Summit, com tempos de antena que rondam as 6h30 e 6h00, respetivamente, mas o suporte mais utilizado para publicar notícias sobre a cimeira foi a internet. Em termos de publicações online que maior cobertura deram ao evento, no período em análise, foram o Notícias ao Minuto, tendo publicado 183 notícias sobre o evento, o Correio da Manhã online, com 131 e Portugal News online com 125 notícias sobre a cimeira tecnológica.

#### Facebook
A live no Facebook da Web Summit contou com quatro milhões de visualizações. As palestras no palco central da Web Summit tiveram 4 207 053 visualizações em direto na página da Web Summit no Facebook.

### 2017: 9.ª edição

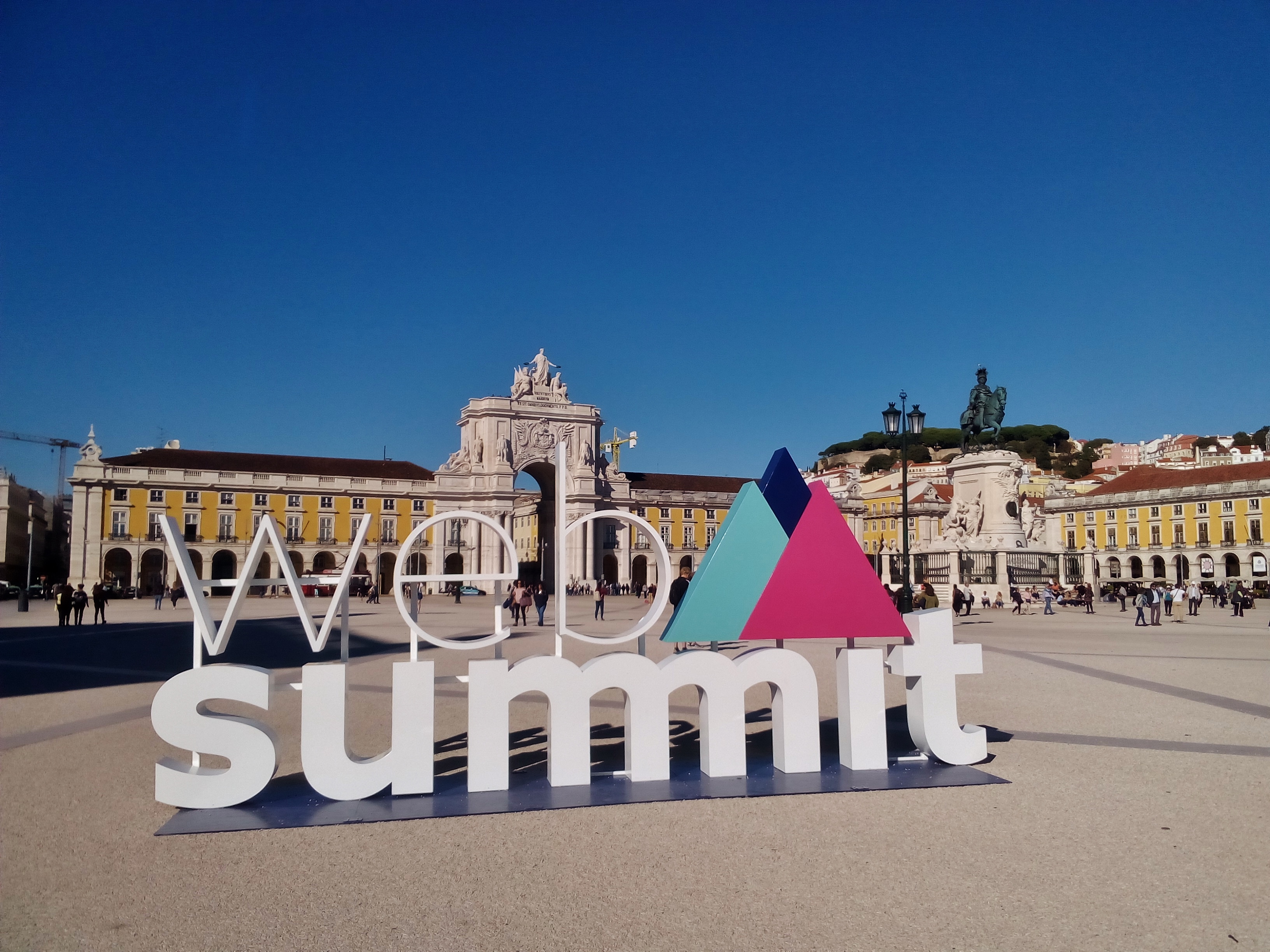
Instalação do Web Summit na Praça do Comércio, em 2017

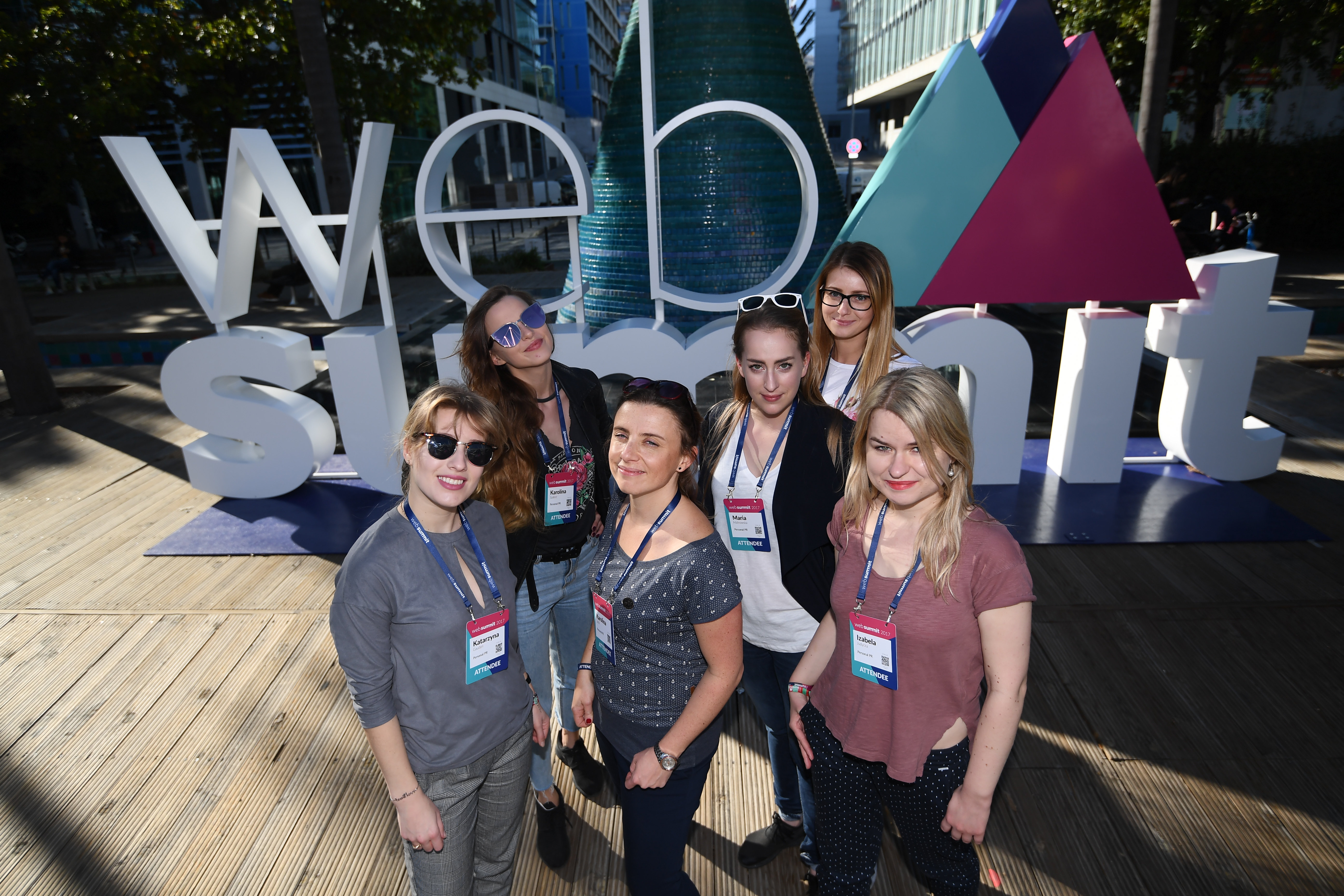
Abertura do evento em 2017

A nona edição da Web Summit ocorreu entre os dias 6 e 9 de novembro de 2017, em Lisboa e foram anunciados os primeiros 200 nomes para a edição de 2017:
- Brian Krzanich, CEO da Intel
- Dara Khosrowshahi, CEO da Expedia Inc.
- Jean-Bernard Lévy, Chairman & CEO da EDF
- Gillian Tans, presidente & CEO do Booking.com
- António Horta Osório, CEO do Lloyds Banking Group

Depois desta edição da Web Summit, Paddy Cosgrave organizou um jantar — que contou com a participação de um número restrito de investidores, empresários e outras pessoas escolhidas pela organização do evento — no Panteão Nacional, onde estão os restos mortais de algumas das mais importantes personalidades portuguesas, o que suscitou uma polêmica. Na sequência disto, Cosgrave pediu desculpas aos portugueses, afirmando que ele, como irlandês, [tinha] "uma abordagem muito diferente perante a morte".

### 2018: 10.ª edição
A Web Summit de 2018 foi realizada em Lisboa, entre 4 e 7 de novembro, atraindo 70 mil participantes. O evento contou com palestras como as de Ev Williams (fundador e CEO do Medium), Brad Smith (presidente da Microsoft) e Gillian Tans (CEO da Booking.com).
Uma controvérsia surgiu com o anúncio da participação da política de extrema-direita francesa Marine Le Pen, do partido Rassemblement National. Paddy Cosgrave, fundador do Web Summit, inicialmente defendeu a presença dela, argumentando que suas ideias seriam desafiadas por jornalistas profissionais. Contudo, após críticas, o convite foi cancelado. Por sua vez, Tony Blair, ex-primeiro ministro do Reino Unido, esteve presente e afirmou durante o evento que faria "tudo o que for possível para parar o Brexit".
A conferência também destacou o avanço da inteligência artificial. O robô Sophia, desenvolvido por Ben Goertzel, apresentou suas habilidades de reconhecimento de emoções e anunciou a criação do Singularity Studio, uma plataforma de IA baseada em blockchain. Goertzel afirmou que a inteligência artificial poderia se tornar mais inteligente que a raça humana.
A Princesa Beatriz de Iorque, representando a empresa Afiniti, participou como palestrante, ao lado de especialistas de empresas como Apple e Pinterest. O evento teve várias atividades paralelas, como discursos de Tim Berners-Lee, criador da World Wide Web, e de líderes como António Guterres, secretário-geral da ONU, e António Costa, primeiro-ministro de Portugal.

### 2019: 11.ª edição
A Web Summit de 2019 ocorreu de 4 a 7 de novembro em Lisboa, nos espaços Altice Arena e FIL, reunindo 70 mil participantes. Entre os palestrantes, estiveram Edward Snowden, o ex-primeiro-ministro britânico Tony Blair, o ex-boxeador Wladimir Klitschko, o ator e cantor Jaden Smith, Guo Ping (presidente rotativo da Huawei) e Katherine Maher, ex-CEO da Wikimedia Foundation. Novamente, a "visita" da robô Sophia chamou a atenção dos presentes.
Edward Snowden participou por videoconferência e criticou a falta de responsabilidade das grandes instituições e o impacto da coleta massiva de dados sobre a sociedade. Ele argumentou que tanto governos quanto empresas operam com modelos semelhantes de vigilância e alertou sobre os perigos dessa prática, destacando que a regulamentação europeia (GDPR) foca na proteção dos dados, mas não aborda a raiz do problema: a própria coleta.
Esta edição foi notável pela diversidade dos participantes, com 46% dos inscritos sendo mulheres. Startups de regiões emergentes, como Palestina, Cabo Verde e Moldávia, também marcaram presença, contribuindo para a atmosfera multicultural e global do evento. Além das palestras principais, a competição PITCH destacou startups em estágio inicial, premiando a Nutrix como vencedora entre 900 competidoras.
Foi anunciado neste ano que o “Collision”, edição norte-americana do Web Summit, se transferiria para Toronto, no Canadá.

### 2020: 12.ª edição
A edição de 2020 do Web Summit, realizada de 2 a 4 de dezembro, ocorreu totalmente de forma virtual devido à pandemia de COVID-19. O evento atraiu mais de 100 mil participantes de 150 países e reuniu mais de 800 palestrantes, abordando temas como tecnologia, inovação e sustentabilidade.
Entre os destaques, Ursula von der Leyen, presidente da Comissão Europeia, reafirmou o compromisso da União Europeia com a proteção de dados, defendendo políticas digitais para reforçar o controle e a segurança dos dados dos cidadãos. Tim Berners-Lee, inventor da World Wide Web, apresentou seu projeto Solid, uma iniciativa voltada para devolver aos usuários maior controle sobre suas informações pessoais.
A conferência também abordou o papel da inteligência artificial no combate à pandemia, explorando usos em áreas como o desenvolvimento de vacinas e a análise de dados epidemiológicos. As discussões sobre a recuperação econômica pós-pandemia destacaram o papel das empresas de tecnologia na construção de modelos de negócios mais inclusivos.
Para futuras edições, os organizadores anunciaram um modelo híbrido, combinando experiências presenciais e virtuais, a fim de expandir o alcance global do evento e permitir a participação de pessoas que enfrentam restrições de deslocamento.

### 2021: 13.ª edição
A edição de 2021 do Web Summit ocorreu de 1 a 4 de novembro em Lisboa, marcando o retorno ao formato presencial após a edição virtual de 2020 devido à pandemia de COVID-19. O evento reuniu mais de 42 mil participantes de 128 países, incluindo mais de 700 palestrantes e 1 500 startups, consolidando-se como um dos maiores encontros globais de tecnologia e inovação.
Entre os destaques, Frances Haugen, ex-funcionária do Facebook e denunciante, abordou questões relacionadas à ética e à transparência nas redes sociais, enfatizando a necessidade de maior responsabilidade das plataformas digitais. Haugen chegou a dizer que Mark Zuckerberg deveria deixar o cargo de CEO da companhia.
A conferência também explorou temas emergentes como o metaverso, com discussões sobre realidade aumentada e realidade virtual, e o futuro do trabalho, abordando as transformações impulsionadas pela pandemia e o avanço da automação. Além disso, foram debatidos tópicos relacionados à sustentabilidade, inteligência artificial e cibersegurança.
A edição de 2021 do Web Summit reafirmou a importância de debates sobre o impacto da tecnologia na sociedade e destacou a necessidade de soluções inovadoras para os desafios contemporâneos.

### 2022: 14.ª edição
A edição de 2022 do Web Summit ocorreu de 1 a 4 de novembro em Lisboa, reunindo mais de 70 mil participantes de 160 países, consolidando-se como um dos maiores eventos globais de tecnologia e inovação.
Entre os palestrantes, destacaram-se figuras como Changpeng Zhao, CEO da Binance, que abordou o futuro das criptomoedas, e Noam Chomsky, que expressou ceticismo em relação aos avanços da inteligência artificial. O evento também contou com a presença de startups de diversas regiões e países, tais como Chipre, Cabo Verde e Palestina.
Além das palestras, o Web Summit 2022 ofereceu oportunidades de networking, exposições e competições de startups, promovendo a troca de ideias e a colaboração entre profissionais do setor tecnológico.
A conferência abordou temas emergentes como inteligência artificial, criptomoedas e a economia dos criadores de conteúdo, refletindo as tendências atuais e futuras do mercado tecnológico. A edição de 2022 reafirmou o papel do Web Summit como um ponto de encontro central para discussões sobre o impacto da tecnologia na sociedade e o desenvolvimento de soluções inovadoras para os desafios contemporâneos.

#### Anúncio do Web Summit Rio
Em 3 de maio de 2022, o Web Summit anunciou o Rio de Janeiro como sede da primeira edição do evento fora da Europa, marcada para maio de 2023. O contrato firmado entre a Prefeitura do Rio e a organização do Web Summit prevê três edições na cidade, com apoio financeiro do Senac. O evento no Rio integra o calendário global de encontros da organização, que inclui o Collision, nos Estados Unidos, o RISE, na Ásia, e o evento principal em Lisboa.
Foi anunciado que o Rio de Janeiro sediará seis edições do Web Summit, entre 2023 e 2028, como parte de um acordo entre a organização do evento e a Prefeitura do Rio. A expectativa é de que o evento contribua com aproximadamente R$ 1,2 bilhão para a economia local durante esse período, com o objetivo de fortalecer o setor tecnológico na cidade.
A escolha do Rio como sede levou em conta a experiência da cidade em sediar grandes eventos, como os Jogos Olímpicos de 2016, e a infraestrutura do Riocentro, que oferece 87 mil metros quadrados de espaço. Segundo Paddy Cosgrave, cofundador do Web Summit, o potencial de crescimento do mercado de startups na América Latina, liderado pelo Brasil, foi um dos fatores que motivaram a decisão.
Na ocasião, o prefeito do Rio, Eduardo Paes, destacou o objetivo de transformar a cidade em um hub de tecnologia, a exemplo de outras capitais brasileiras com o mesmo foco. O Rio de Janeiro ocupava o terceiro lugar no Startup Ecosystem Index Report em 2021, atrás de São Paulo e Curitiba, reforçando sua posição como um polo emergente de inovação e tecnologia no cenário nacional.

### Web Summit Rio 2023: 1.ª edição
O Web Summit Rio 2023, realizado de 1 a 4 de maio no Riocentro, foi a primeira edição do evento de tecnologia e inovação na América Latina, reunindo mais de 21 mil participantes de 91 países. O encontro marcou um novo capítulo para o setor tecnológico brasileiro, com a presença de aproximadamente 400 palestrantes e 974 startups de 28 indústrias distintas. Entre os palestrantes de renome estavam Ayo Tometi, cofundadora do movimento Black Lives Matter; David Vélez, CEO do Nubank; Amrapali Gan, CEO do OnlyFans; e Catherine Powell, chefe global do Airbnb. Figuras brasileiras como Eduardo Paes, prefeito do Rio, e Luiza Trajano, presidente do conselho do Magazine Luiza, também participaram, trazendo perspectivas locais ao evento.
A programação do Web Summit Rio abordou temas emergentes como inteligência artificial, criptomoedas, sustentabilidade e o futuro do trabalho, além de destacar o papel da tecnologia no desenvolvimento econômico e social. O evento também incluiu masterclasses e sessões de networking, oferecendo uma oportunidade robusta para a troca de ideias e para a formação de novas parcerias. A presença de startups brasileiras, especialmente nos setores de fintech, edtech e healthtech, evidenciou a diversidade e o dinamismo do ecossistema de inovação no país.
Durante o Web Summit Rio 2023, foi anunciado que a cidade sediaria mais cinco edições do evento, totalizando seis até 2028. Essa decisão reflete o compromisso dos organizadores em consolidar o Rio de Janeiro como um polo de tecnologia e inovação na América Latina. A expectativa é que, ao longo desses anos, o evento injete aproximadamente R$ 1,5 bilhão na economia local, impulsionando o desenvolvimento econômico e tecnológico da região.

### 2023: 14.ª edição
A edição de 2023 do Web Summit ocorreu de 13 a 16 de novembro na Altice Arena e na FIL, em Lisboa, e reuniu mais de 70 mil participantes de 153 países. A conferência contou com a presença de mais de mil palestrantes, incluindo figuras proeminentes como Stephen Hawking, Elon Musk, Al Gore, Bono e o Secretário-Geral da ONU, António Guterres.
A conferência contou com a presença de 2 608 startups, 900 investidores e aproximadamente 800 palestrantes, abrangendo temas como inteligência artificial, sustentabilidade e o futuro do trabalho. A programação incluiu sessões de mentoria, competições de pitch e eventos noturnos, proporcionando oportunidades de networking e aprendizado para os participantes.
Em 2023, a startup brasileira Inspira venceu a competição de pitch, evidenciando a crescente relevância do ecossistema de startups da América Latina no cenário tecnológico global. Além disso, a presença de startups fundadas por mulheres representou quase um terço das empresas participantes, refletindo avanços na diversidade de gênero no setor.
O evento abordou questões contemporâneas, como a aplicação da inteligência artificial em diferentes setores e os desafios da privacidade e segurança digital, promovendo debates sobre o impacto da tecnologia na sociedade atual.

### Web Summit Rio 2024: 2.ª edição
O Web Summit Rio 2024, realizado de 15 a 18 de abril no Riocentro, foi a segunda edição do evento na cidade e reuniu cerca de 34 mil participantes de 102 países, marcando o evento como um dos principais encontros de tecnologia e inovação na América Latina. Ao longo de quatro dias, mais de mil startups de 42 países participaram, com um terço dessas empresas fundadas por mulheres. A programação incluiu painéis sobre inteligência artificial, transição energética, inclusão digital, além do uso de tecnologia em saúde e educação.
Entre os palestrantes estiveram Justina Nixon-Saintil, vice-presidente e Chief Impact Officer da IBM, e Marcio Aguiar, diretor da Nvidia na América Latina, que discutiram o impacto da inteligência artificial em diferentes indústrias. Gilberto Gil, músico e ex-ministro da Cultura, trouxe uma perspectiva cultural sobre inovação e tecnologia, enquanto a empresária brasileira Luiza Trajano participou em um debate sobre o papel do setor tecnológico no desenvolvimento social e econômico do Brasil.
A competição de startups PITCH, promovida pelo Ministério da Ciência, Tecnologia e Inovação, reuniu as principais startups em estágio inicial do mundo para uma batalha no palco. Os fundadores tiveram a chance de apresentar e aprender com investidores e líderes do setor. A carioca deco.cs, uma plataforma SaaS que facilita a criação de sites para e-commerces a partir de templates prontos, foi a grande vencedora.

## Conferências
No total, no evento existem 21 conferências durante os três dias.
| O Web Summit não termina às 17h, pois por volta das 22h os gigantes da web reúnem-se em Lisboa para experimentar o melhor da vida noturna da capital portuguesa. A organização tem parceria com algumas das maiores empresas de tecnologia para lançar festas para participantes da Web Summit. Na 8.ª edição (2016) foi apresentada a cada noite uma zona diferente no centro da cidade de Lisboa: Bairro Alto, "Rua Cor-de-Rosa" e Cais do Sodré, além de locais como o Bar Cargo 111, The Old Pharmacy, o bar Pensão Amor e Duplex. | Bono, Elon Musk e o ator Jack Gleeson, que faz o Rei Joffrey na série Game of Thrones, juntamente com milhares de outras pessoas, já estiveram no Pub Summit. Eles tornaram-se um ritual anual na Web Summit para centenas de participantes. Muitas figuras públicas podem ser encontradas em ruas e bares. A Uber investiu em vários pub's na Web Summit. | Dois dias antes do evento, é realizada na cidade costeira de Ericeira, a 35 km de Lisboa, a Surf Summit. A Ericeira tem uma reputação para produzir algumas das maiores ondas da Europa. A organização trabalha com a surfholidays.com para organizar dois dias de atividades ao ar livre, festas e eventos de relacionamento íntimo. Tudo com as pessoas em relação com a tecnologia internacional. |

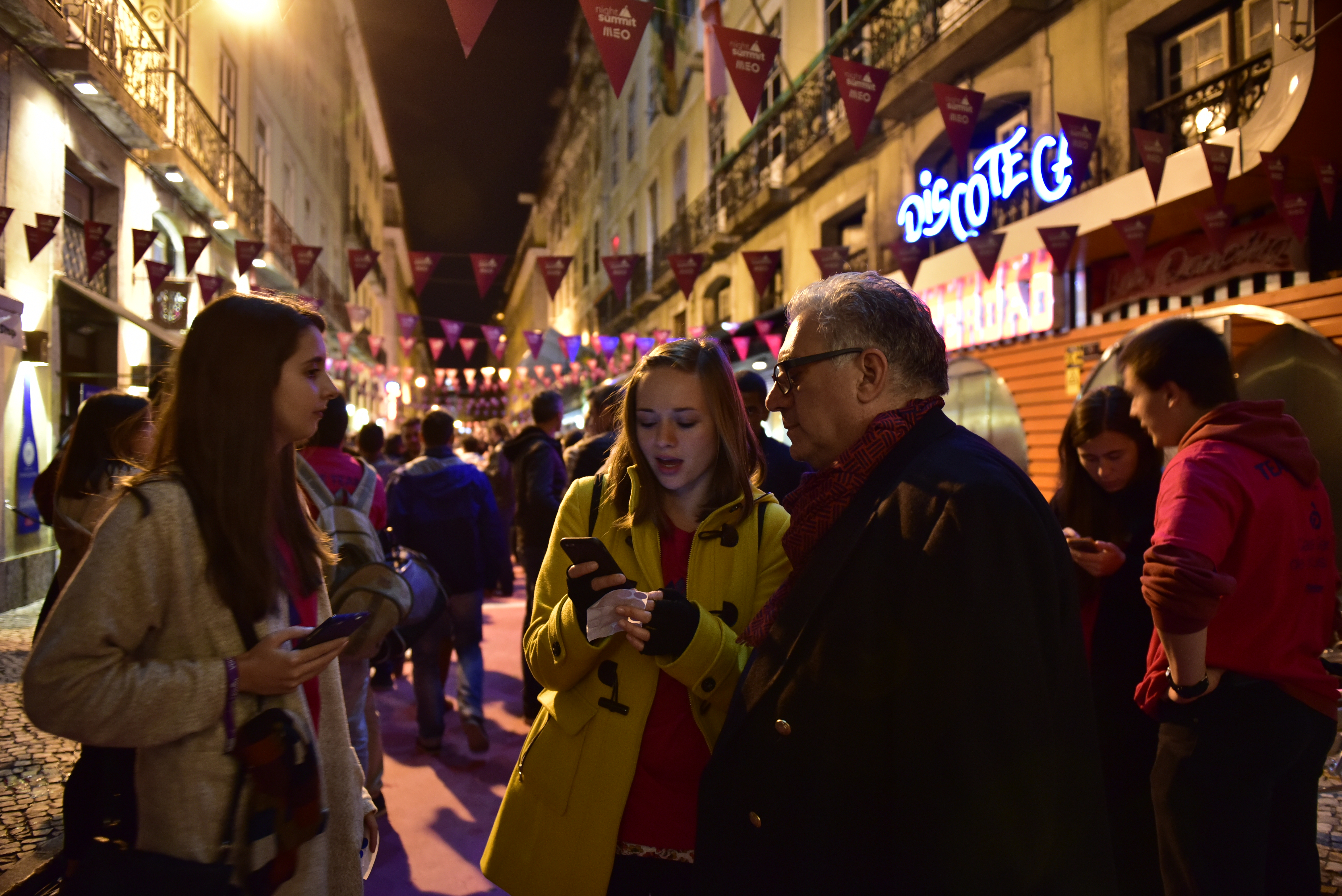
Night Summit na Rua-Cor-de-Rosa, em Lisboa, no dia 7 de novembro de 2016

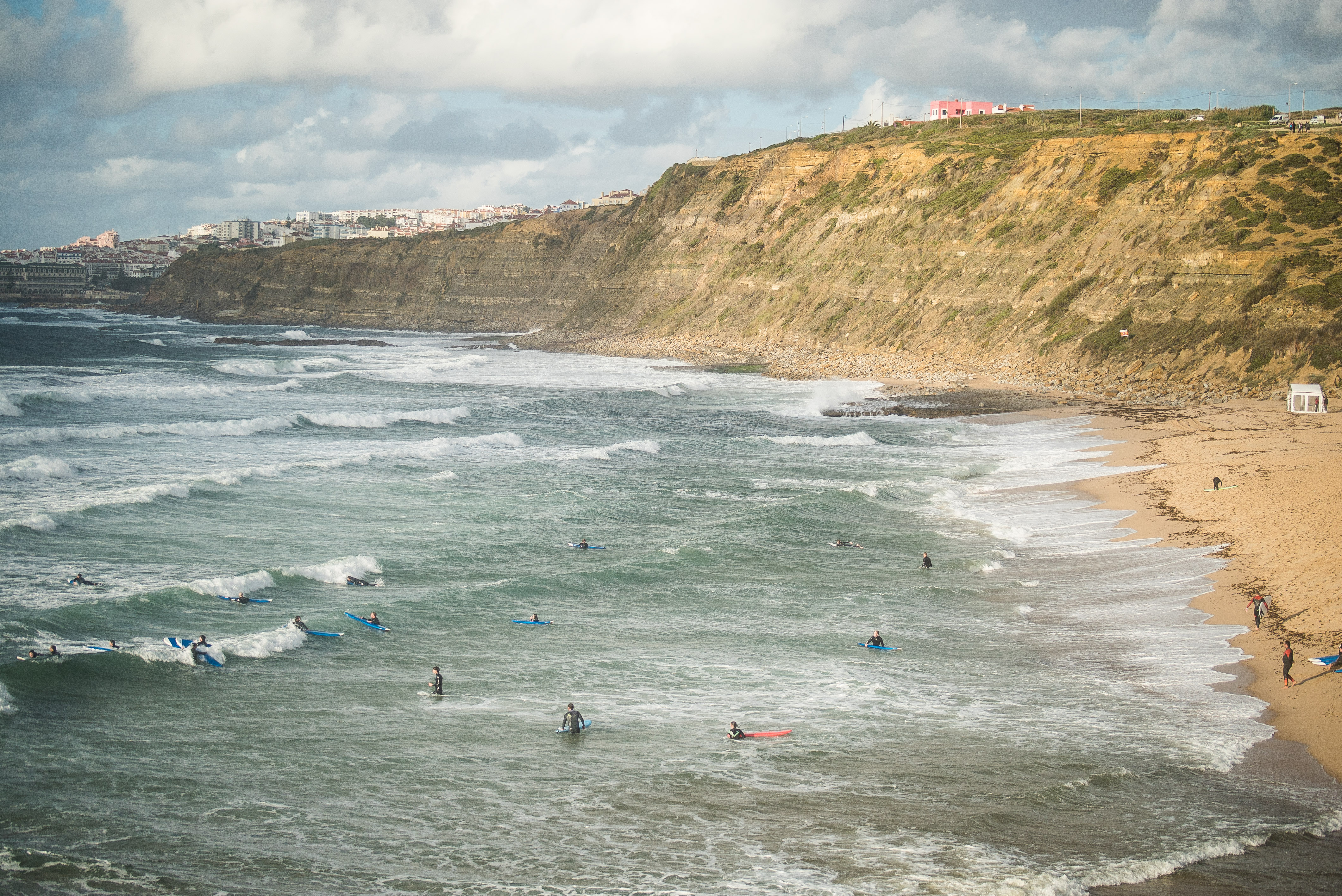
Surf Summit na Ericeira, em 5 de novembro de 2016